# Mojry

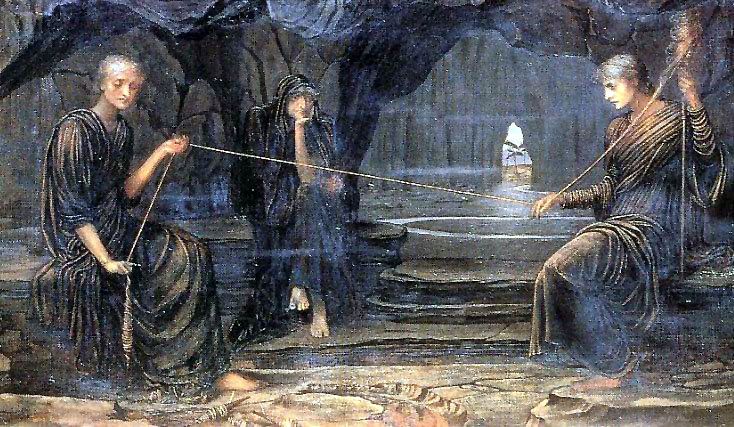
Mojry wyobrażone jako prządki losu ludzkiego na obrazie Złota nić (mal. John Melhuish Strudwick, 1885)

Mojry (gr. Μοῖραι Moirai) – w mitologii greckiej boginie losu, w wierzeniach Rzymian utożsamiane z Parkami.
W różnych literackich przekazach wywodzono odmienne ich pochodzenie. U Homera jest jedna Mojra, natomiast według Theogonii Hezjoda były one trzema córkami Zeusa i Temidy, noszącymi imiona: Kloto („Prządka” nici żywota), Lachesis („Udzielająca”, która tej nici strzeże) i Atropos („Nieodwracalna”, która ją przecina). Według innych źródeł były one córkami Nocy i Erebu lub Kronosa, albo Gai i Okeanosa. Symbolizowały starogreckie pojęcia filozoficzno-mitologiczne dotyczące losu ludzkiego i porządku świata. Ich siostrami były Hory i Charyty. Były boginiami życia i śmierci oraz znały przyszłość ludzi i bogów. Jako jedyne nie podlegały też władzy bogów olimpijskich.
Pierwotnie mojra było raczej pojęciem filozoficznym i oznaczało przeznaczenie i los człowieka oraz ogólne, nieubłagane prawa świata. Każda istota ludzka od narodzin miała swoją mojrę, określającą długość życia oraz szczęście i nieszczęścia jakie ją spotkają. Ta „indywidualna” mojra stanowiła część losu całego świata i w tym znaczeniu bezosobowa mojra była nieubłagana jak przeznaczenie. Mojra oznaczała prawa, których nawet bogowie nie mogli pomijać, nie narażając porządku świata na niebezpieczeństwo. Z czasem wyobrażenie Mojry przyjęło postać pojedynczego bóstwa, które było personifikacją przeznaczenia człowieka, a później trzech sióstr – prządek ludzkiego losu, zamieszkujących pałac w sąsiedztwie Olimpu i czuwających nad życiem każdego człowieka. Mojry pojawiły się w kulcie greckim bardzo wcześnie, ale nigdy nie miały własnego mitu w ścisłym znaczeniu tego słowa. Otaczano je jednak powszechną czcią jako obecne przy narodzinach dziecka oraz bóstwa przynoszące pomyślne zbiory
W kilku miejscach Grecji (Sykionie, Koryncie, Sparcie, Olimpii) znajdowały się ich miejsca kultu. W ofierze składano im owoce, wodę zmieszaną z miodem, kwiaty; w Atenach oblubienice składały im w ofierze swe obcięte włosy. Na ogół jednak ich postacie miały większe znaczenie literackie (w poezji) niż kultowe (w obrzędowości).
W sztuce przedstawiano je jako poważne niewiasty: Kloto z wrzecionem, Lachesis ze zwojem lub globusem, Atropos z wagą lub nożycami. Czasem ze zwojem papirusu, na którym piszą słowa przeznaczenia.